# تنها دختر در ارکستر
تنها دختر در ارکستر (انگلیسی: The Only Girl in the Orchestra) یک فیلم مستند کوتاه موزیکال آمریکایی است که در سال ۲۰۲۳ توسط مالی اوبرایان کارگردانی شده است. این فیلم در ۹ نوامبر ۲۰۲۳ برای نخستین بار در جشنواره DOC NYC در بخش SHORTS: SHE STORIES به نمایش درآمد. این فیلم در ۴ دسامبر ۲۰۲۴ به‌طور جهانی از سوی نتفلیکس منتشر شد. تنها دختر در ارکستر برنده جایزه بهترین فیلم مستند کوتاه در نود و هفتمین دوره جوایز اسکار شد.